# Heinz-Jochen Spilker

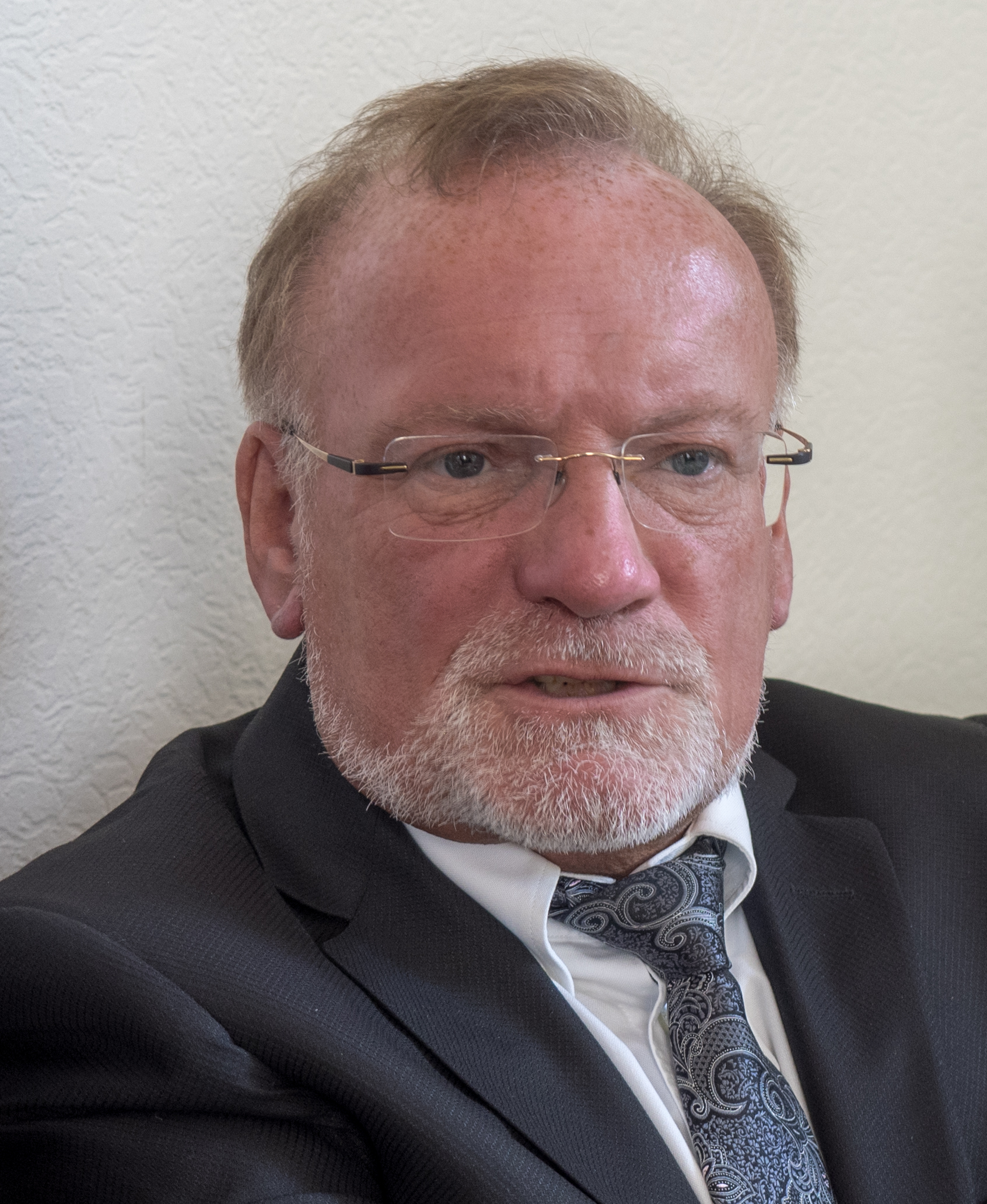
Heinz-Jochen Spilker 2016

Heinz-Jochen Spilker (* 13. März 1948 in Isingdorf-Arrode; † 18. Dezember 2022 in Erfurt) war ein deutscher Rechtsanwalt, Leichtathletiktrainer und Sportfunktionär.

## Biographie
Laut eigener Angaben studierte Spilker ab 1966 Rechtswissenschaft an der Ruhr-Universität Bochum, legte 1970 und 1974 die zwei Staatsexamina ab und war als Wissenschaftlicher Assistent an den Lehrstühlen von Kurt Biedenkopf und Hermann Dilcher tätig.
Spilker löste am 1. Oktober 1976 den zum Männerbereich wechselnden Wolfgang Thiele als Bundestrainer für den Sprintbereich der Frauen ab, zuvor war er bereits Heimtrainer der Hürdenläuferin Ursula Schalück beim OSC Thier Dortmund. Nachdem 1977 auch Weitspringerin Karin Hänel und Sprinterin Gaby Bußmann nach Dortmund wechselten, verlor Spilker ein Jahr später im Januar 1978 seine Stelle als Bundestrainer. Während der Deutsche Leichtathletik-Verband die Kündigung mit „wiederholten Versäumnissen im Aufgabenbereich Spilkers“ begründete, hielt Spilker den mit seinen drei Athletinnen zum 1. Januar 1978 erfolgten Wechsel zum ASV Köln für ausschlaggebend. Spilker wurde in Köln verantwortlicher Trainer für den Frauenbereich und coachte dort Bußmann und Hänel zu Deutschen Meistertiteln und internationalen Einsätzen (Schalück beendete 1978 aus Verletzungsgründen ihre Karriere). 1982 schlossen sich Spilker, Bußmann und Hänel der LG Ahlen-Hamm an, bei der eine Bank für finanzielle Unterstützung sorgte.
In Hamm – ab 1984 starteten seine Athletinnen nach der Auflösung der Leichtathletikgemeinschaft mit Ahlen für den Stammverein SC Eintracht Hamm – versammelte Spilker in den Folgejahren eine Reihe von Leichtathletinnen, denen durch das Hammer Modell sponsorenfinanziert eine besonders gute Vereinbarung von beruflicher Ausbildung und Leistungssport geboten werden sollte. Zu seinen vor allem über 200 und 400 Meter erfolgreichen Athletinnen gehörten unter anderem Helga Arendt, Gisela Kinzel und Silke-Beate Knoll. Arendt wurde 1989 Hallenweltmeisterin, Kinzel und Knoll gewannen auf internationaler Ebene Staffelmedaillen und waren 1988 zusammen mit Arendt und Mechthild Kluth Teil eines Hammer Quartettes, das einen Hallenweltrekord im 4-mal-200-Meter-Staffellauf aufstellte. Gaby Bußmann lief bereits 1983 als Weltmeisterschaftsvierte in 49,75 s bundesdeutschen Rekord über 400 Meter und gewann ein Jahr später Olympiabronze mit der 4-mal-400-Meter-Staffel. Auf nationaler Ebene war die Hammer 4-mal-400-Meter-Staffel dreimal siegreich (1984, 1987, 1988); Bußmann, Arendt, Kinzel, Knoll und Weitspringerin Andrea Hannemann errangen mehrfach Einzelmeistertitel. Spilker wurde schließlich im November 1988 zum DLV-Bundestrainer für die 400 Meter der Frauen ernannt. Von diesen Posten trat er zwei Jahre nach Dopingvorwürfen zurück, auf Grund derer er 1994 zu einer Geldstrafe verurteilt wurde (siehe →unten).
Bereits im November 1989 mietete Spilker nur wenige Tage nach dem Mauerfall Kanzleiräume in Erfurt an und war dort seitdem mit seiner Kanzlei Spilker & Collegen Rechtsanwälte tätig. Im September 1990 wurde er in das Präsidium des im selben Jahr gegründeten Landessportbunds Thüringen gewählt und war dort ehrenamtlich Rechtswart und von 1997 bis 2012 Vizepräsident. Außerdem war er ab Mitte der 1990er-Jahre für einige Jahre Präsident des Eissportclubs Erfurt und fungierte als Vorstandsvorsitzender des Vereins City-Management Erfurt. In seiner Kanzlei arbeiteten die zwei ehemaligen Landesminister Andreas Birkmann und Manfred Scherer und der 2019 wegen seiner Verwicklungen in das durch die „Operation Aderlass“ aufgedeckte Dopingnetzwerk festgenommene Ansgard Schmidt.
Spilker war verheiratet und hatte zwei Kinder. Zu Trainerzeiten war er mit seiner Athletin Gaby Bußmann liiert. Er verstarb am 18. Dezember 2022 in Erfurt.

## Dopingvorwürfe und Verurteilung
Im Rahmen der Aufklärung des Dopingskandals um den kanadischen Olympiasieger Ben Johnson und dessen Trainer Charlie Francis zitierte die ebenfalls von Francis trainierte Sprinterin Angella Issajenko im März 1989 vor dem eingesetzten Untersuchungsausschuss einen Tagebucheintrag während der Olympischen Spiele 1984, wonach Spilker einer ihrer Kontaktleute im Dopinglager war („Ich sprach mit Spilker. Denn die stehen sowieso das ganze Jahr auf Testosteron“). Issajenko erklärte dazu auf Nachfrage des Richters, dass Spilker ein Trainer des westdeutschen Teams sei und ihr gesagt habe, „dass die Athleten das ganze Jahr über Testosteron einnehmen, und dass er nicht glaubt, dass sie eine Pause einlegen.“ Spilker dementierte diese Vorwürfe mit der Angabe, zwar mit Francis auch über Testosteron im Zusammenhang mit den Leistungen von Jarmila Kratochvílová gesprochen zu haben, sich jedoch nicht an derartige Gesprächsthemen mit Issajenko zu erinnern.
Im Dezember 1990 erschien ein Artikel im Nachrichtenmagazin Der Spiegel, in dem jahrelanges Anabolikadoping in Hamm mit Spilker als „Drahtzieher“ geschildert wurde. Der Spiegel hatte zuvor ein Interview mit Hans-Jörg Kinzel geführt, der als Assistenztrainer Spilkers in Hamm tätig war. Spilker trat noch am Vortag der Spiegel-Veröffentlichung von seiner Bundestrainer-Position zurück. Kurz danach warf die Mittelstreckenläuferin Rita Marquard Spilker vor, ihr in der Vergangenheit Dopingmittel angeboten zu haben.
Nach einem zwischenzeitlichen eingestellten internen Verfahren vor dem Rechtsausschuss des Deutschen Leichtathletik-Verbands klagte die Dortmunder Staatsanwaltschaft im September 1993 nach dreijährigen Ermittlungen Spilker und Kinzel wegen Verstoßes gegen das Arzneimittelgesetz an. Dem vorausgegangen war eine Anzeige des Biologen und Doping-Experten Werner Franke aus dem Dezember 1990, dessen Frau Brigitte Berendonk ebenfalls mit Kinzel sprach. Bei den Zeugenvernehmungen im Rahmen der Ermittlungen sagte der geständige Kinzel umfassend aus, dazu kam die ehemalig in Hamm trainierende Sprinterin Claudia Lepping, die Kinzel bereits zu dem Spiegel-Interview überredet hatte. Lepping gab an, nach ihrem Wechsel nach Hamm im Jahr 1987 die dortigen Doping-Praktiken mitbekommen und nachgegangen, sich aber selbst solchen Maßnahmen verweigert zu haben. Die des Doping verdächtigten Hammer Sprinterinnen beteuerten ihre Unschuld und schwiegen nahezu ausschließlich mit Ausnahme von der Dritten bei den Deutschen Juniorenmeisterschaften 1987 Birgit Schümann, die 1993 aussagte.
Nach den Schilderungen im Spiegel 1990, den Zeugenvernehmungen und der abschließenden Urteilsbegründung kam Hans-Jörg Kinzel 1983 zusammen mit seiner von ihm trainierten Frau Gisela Kinzel nach Hamm, wo sie Spilker Ende 1984 von der Einnahme des anabolen Steroids Stanozolol (Handelsnamen Stromba) überzeugte. Hans-Jörg Kinzel übernahm ab 1986 selbst eine Leistungsgruppe, zu der neben Gisela Kinzel auch Helga Arendt, Silke-Beate Knoll, Mechthild Kluth, Andrea Hannemann und Birgit Schümann gehörten und die auf Anweisung Spilkers ebenfalls Stromba einnahm. Die zur Beschaffung nötigen Rezepte sollen auch durch den Freiburger Sportmediziner Armin Klümper ausgestellt worden sein. Spilker soll nach den Angaben im Spiegel während der Weltmeisterschaften 1987 in Rom das ostdeutsche Dopingprogramm von Marita Kochs Trainer und Ehemann Wolfgang Meier mitgeteilt bekommen haben; bereits drei Wochen vor der Veröffentlichung des Spiegel-Artikels hatte Ben Johnsons Ex-Trainer Charlie Francis in einem ebenfalls im Spiegel abgedruckten Interview behauptet, von Spilker über das DDR-Doping erfahren zu haben. Ab Frühjahr 1988 beschaffte Spilker nach Kinzels Schilderungen das nebenwirkungsärmere anabole Steroid Oxandrolon (Handelsnamen Anavar) aus den Vereinigten Staaten, von dem er von Francis gehört haben soll. Laut Kinzel wussten die Hammer Leichtathletinnen von den Risiken der Anabolika-Einnahme. Der mit Spilker konkurrierende ebenfalls dopingbelastete DLV-Cheftrainer Wolfgang Thiele sei im persönlichen Gespräch mit Kinzel von den Hammer Dosierungen „entsetzt“ gewesen.
Spilker schwieg während des Prozessverlaufs, ließ aber über seine Verteidiger die Glaubwürdigkeit Kinzels erklären. Somit kam es zu einer schnellen Entscheidung, Spilker wurde im Februar 1994 nach einem Verhandlungstag vom erweiterten Schöffengericht des Amtsgerichts Hamm wegen Inverkehrbringung von Anavar ohne Zulassung entgegen § 21 Arzneimittelgesetz zu einer Geldstrafe von 12.000 D-Mark verurteilt, Kinzel musste 750 Mark Strafe zahlen. Das Oberlandesgericht Hamm verwarf im Juli desselben Jahres Revisionen Spilkers und Kinzels.